# 萨比乌姆
萨比乌姆（约公元前1844年—约公元前1831年在位）（英語：Sabium）巴比伦第一王朝第三位国王。苏姆拉埃尔之子，他监督了神庙与运河建设，并且对城墙进行加固。